# ناثان ماكيفر
ناثان ماكيفر هو لاعب هوكي الجليد كندي، ولد في 6 يناير 1985 في سمرسايد، كندا ‏ في كندا.

## وصلات خارجية
- ناثان ماكيفر على موقع دوري الهوكي الوطني (الإنجليزية)
- ناثان ماكيفر على موقع EliteProspects.com (الإنجليزية)
- ناثان ماكيفر على موقع HockeyDB.com (الإنجليزية)
- ناثان ماكيفر على موقع Hockey-Reference.com (الإنجليزية)